# Вилюй
Вилю̀й (на якутски: Бүлүү) е голяма река в Азиатската част на Русия, Източен Сибир, Красноярски край (Евенкски автономен окръг) и Република Якутия (Саха), ляв приток на Лена. Дължината ѝ е 2650 km, която ѝ отрежда 7-о място по дължина сред реките на Русия.

## Географска характеристика

### Извор, течение, устие
Река Вилюй води началото си от Вилюйското плато, разположено в централната част на Средносибирското плато, на 509 m н.в., на 86 km северозападно от село Еконда, в източната част на Евенкския автономен окръг на Красноярски край.
Горното течение на реката е с дължина от 938 km, от извора до устието на река Чиркуо (при 1712 km). В този участък Вилюй тече в югоизточна посока (606 km) и южна посока (332 km) през югоизточната част на Средносибирското плато. В първите 227 km долината ѝ е широка и силно заблатена, с обширна заливна тераса, по която реката силно меандрира сред прочутите сибирски „трапи“ (характерни скални образувания). След село Еконда долината на Вилюй се стеснява и вдълбава, но остава все пак със значителна ширина, но меандрите ѝ намаляват. При устието на река Чиркуо водите ѝ се вливат в голямото Вилюйско водохранилище (дължина 470 km).
След изтичането си от водохранилището започва средното течение на реката с дължина 797 km, до устието на река Марха (при 518 km). В този участък Вилюй образува голямата Сунтарска дъга изпъкнала на юг. Тук в началото до село Олагут долината ѝ е тясна, със стръмни склонове и множество прагове. След това долината ѝ отново се разширява, склоновете ѝ стават полегати, появява се едностранна заливна тераса, а скоростта на течението намалява.
След устието на река Марха запачва долното течение на Вилюй (518 km). Тук реката тече през западната част на обширната Централноякутска равнина в много широка, плоска, силно заблатена долина с почти незабележими склонове и обширна заливна тераса. По нея Вилюй силно меандрира, разделя на ръкави, с острови между тях (най-голям остров Хочентах 15 km) и множество постоянни и временни езера (старици). Влива отляво в река Лена, при нейния 1102 km, на 31 m н.в., северозападно от село Тас-Тумус, Република Якутия (Саха).

### Водосборен басейн
Водосборният басейн на Вилюй има площ от 454 хил. km2, което представлява 18,23% от водосборния басейн на река Лена и се простира на части от Красноярски край (източната част), Иркутска област (крайната северна част) и Република Якутия (Саха) (западната и централна част). Във физикогеографско отношение водосборният басейн на реката обхваща: източните и югоизточни части на Средносибирското плато, северните части на Приленското плато и западните части на Централноякутската равнина. Целият водосборен басейн на реката се намира в зоната на тайгата и в зоната на вечно замръзналата земя. Във водослорния басейн на Вилюй има 67 266 малки езера.
Границите на водосборния басейн на реката са следните:
- на запад – водосборния басейн на река Енисей, вливаща се в Карско море;
- на северозапад – водосборния басейн на река Хатанга, вливаща се в море Лаптеви;
- на север – водосборния басейн на река Оленьок, вливаща се в море Лаптеви;
- на североизток – водосборните басейни на реките Муна, Линде и други по-малки, леви притоци на Лена;
- на юг – водосборните басейни на реките Лунгха, Синя, намана, Бирюк, Джерба, Нюя, Пеледуй и други по-малки, леви притоци на Лена.

### Притоци
Река Вилюй получава над 300 притока с дължина над 15 km, като 33 от тях са с дължина над 100 km, в т.ч. 3 притока с дължина от 500 до 1000 km и 2 притока с дължина над 1000 km:
- 2423 → Паспорин 103 / 1510, при село Еконда, Красноярски край
- 2406 → Горен Вилюйкан 271 / 4900
- 2276 → Среден Вилюйкан 187 / 3640, на границата между Красноярски край и Република Якутия (Саха)
- 2214 → Долен Вилюйкан 183 / 3920, Република Якутия (Саха)
- 2126 → Могди 215 / 3800
- 2044 → Сян 181 / 3510
- 2044 ← Улахан-Вава 374 / 12 500
- 1831 → Лахарчана 202 / 7130
- 1712 ← Чиркуо 118 / 7710
- 1510 ← Чона 802 / 40 600, във Вилюйското водохранилище
- 1294 ← Улахан-Ботуобуя 459 / 17 500
- 1174 ← Оччугуй-Ботуобуя 342 / 11 100, при посьолок Светли
- 1091 → Холомолох-Юрях 173 / 3440
- 1026 → Огогут 147 / 2610
- 933 ← Вилюйчан 186 / 4560
- 773 ← Арга-Джели 132 / 1780
- 753 ← Илин-Джели 101 / 5960
- 737 ← Кемпендяй 266 / 3100, при село Устие
- 698 ← Кюндяйи 194 / 6300
- 633 → Игиата (Ъйгъйата) 601 / 11 200
- 620 ← Богомою (Чанара) 299 / 3930
- 573 ← Хонгор 130 / 1700
- 518 → Марха 1181 / 99 000
- 468 → Тюкян 747 / 16 300
- 463 ← Тонгуо 317 / 6940
- 377 → Тиаличима 134 / 2260
- 365 ← Чибида 451 / 9960
- 332 → Тюнг 1092 / 49 800, при град Вилюйск
- 267 ← Биракан 160 / 2340
- 184 ← Тангнари 352 / 6490
- 170 ← Баппагай 307 / 4650
- 156 → Уоранга 157 / 2480
- 122 ← Чорон-Юрях 119 / 2480, при село Хатарик-Хомот

### Хидрографска характеристика
Подхранването на реката е смесено, като преобладава снежното (до 80%), а дъждовно и подземното не превишава 20%. Режимът на оттока се характеризира с кратки и високи (края на май и началото на юни) пролетни води и продължително лятно-есенно маловодие, прекъсвано от епизодични големи прииждания в резултата от поройни дъждове. Среден многогодишен отток при Вилюйската ВЕЦ (на 1315 km от устието) около 600 m3/s, при село Сунтар (при 737 km) 742 m3/s, в устието 1520 m3/s, което като обем представлява 47,973 km3/год. Река Вилюй замръзва в края на октомври. Замръзването продължава около 7 месеца и се размразява в края на май.
Среден многогодишен отток в продължение на 55 години при село Хатарик-Хомот (при 122 km).

## Селища
По дългото течение на Вилюй са разположени сравнително доста населени места в сравнение с другите сибирски реки:
- Красноярски край (Евенкски автономен окръг) – село Еконда;
- Република Якутия (Саха) – градове: Нюрба и Вилюйск; селища от градски тип (посьолки): Чернишевски, Светли и Кисил Сир; села районни центрове: Сунтар и Верхневилюйск и още 20 по-малки села.

## Стопанско значение
На река Вилюй са построени две водноелектрически централи: Вилюйската (648 MW, 1967 г.) и Светлинската (270 MW). Тези електроцентрали са основният източник на електроенергия за местната промишленост и населените места Ленск, Мирни, Айхал, Удачни, Алмазни, Чернишевски и Светли.
До построяването на Вилюйското и Светлинското водохранилища река Вилюй е била плавателна при високи води на 1948 km от устието, но сега корабоплаването се осъществява на 3 отделни участъка, тъй като на преградните стени на водохранилищата не са изградени шлюзове:
- долен участък – от устието до Светлинската ВЕЦ 1170 km;
- среден участък – между Светлинската ВЕЦ и Вилюйската ВЕЦ 150 km (от km 1170 до km 1320);
- горен участък – 628 km, от Вилюйската ВЕЦ при 1320 km до km 1948.

Регулярно корабоплаване по реката от края на май до средата на октомври се извършва до село Сунтар (737 km).
В басейна на реката са установени находища на диаманти (Мирни, Айхал), желязна руда, фосфорити, въглища, природен газ и злато.

## Екология
След началото на промишленото усвояване на региона на реката се наблюдава тревожна екологична обстановка. Най-съществените фактори, създаващи негативни ефекти:
- в резултат от строителство на водохранилищата (обща площ от 2170 km2) са залети над 30 млн. m3 гори
- замърсяването на околната среда от извършените подземни ядрени взривове с промишлени цели от 1978 г., но за тях става известно едва през 1996 г.
- добив на полезни изкопаеми
- изхвърлянето в реката на отходни води от населените места по течението поради липсата на пречиствателни съоръжения